# Kathryn Keeler
Pour les articles homonymes, voir Keeler.
Kathryn Kkeeler est une rameuse américaine née le 3 novembre 1956 à Galveston (Texas).

## Biographie
Elle dispute les épreuves d'aviron aux Jeux olympiques d'été de 1984 à Los Angeles où elle devient championne olympique dans l'épreuve du huit.

## Palmarès

### Jeux olympiques
- Jeux olympiques d'été de 1984 à Los Angeles
  -  Médaille d'or en huit

### Championnats du monde
- Championnats du monde d'aviron 1982 à Lucerne
  -  Médaille d'argent en quatre avec barreur